# Фосо (Француска)
Фосо (фр. Fosseux) насеље је и општина у североисточној Француској у региону Север-Па д Кале, у департману Па де Кале која припада префектури Арас.
По подацима из 2011. године у општини је живело 140 становника, а густина насељености је износила 25,78 становника/km². Општина се простире на површини од 5,43 km². Налази се на средњој надморској висини од 134 метара (максималној 161 m, а минималној 96 m).

## Демографија
| 1962. | 1968. | 1975. | 1982. | 1990. | 1999. | 2011. |
| ----- | ----- | ----- | ----- | ----- | ----- | ----- |
| 131   | 143   | 136   | 134   | 146   | 143   | 140   |

График промене броја становника у току последњих година